# Nikolaï Kamov
Nikolaï Ilitch Kamov (en russe : Николай Ильич Камов), né le 1er/14 septembre 1902 à Irkoutsk (Empire russe) et mort le 24 novembre 1973 à Moscou (Union soviétique), est un ingénieur aéronautique soviétique. Il était le chef du bureau d'études soviétique Kamov (OKB) spécialisé dans la conception d'hélicoptères.

## Biographie
Après des études d'ingénieur terminées en 1923 à l'Institut technologique de Tomsk, Kamov construisit avec Nikolaï Skrjinski en 1929 le premier autogyre soviétique KaSkr-1.
En 1944, il conçut son premier hélicoptère, le Ka-8 (en). Celui-ci présentait déjà les caractéristiques typiques de presque tous les modèles Kamov qui suivirent : les deux rotors contrarotatifs coaxiaux qui permettent de faire l'économie d'un rotor anti-couple (et de la baisse de performances correspondante), réduisent les risques de blessures du personnel au sol.
Au cours des années qui suivirent, Kamov réalisa d'autres modèles dont les plus connus sont les Ka-10, Ka-15, Ka-18 (en) (médaille d'or à l'exposition de Bruxelles de 1958), Ka-22 Vintokryl (convertible, rotors et turbopropulseurs en extrémité de voilure), Ka-25 et Ka-26.
Il est enterré au cimetière de Novodevitchi.

## Distinctions
Principaux titres et décorations, selon l'ordre de préséance :
- Héros du travail socialiste le 13.09.1972
- Deux fois l'ordre de Lénine (1962, 1972)
- Deux fois l'ordre du Drapeau rouge du Travail (1957, 1971)
- Prix d'État de l'URSS (1972)